# ユニオン・ベースボール・グラウンズ
ユニオン・ベースボール・グラウンズ（Union Base-Ball Grounds）は、アメリカのイリノイ州シカゴにかつて存在した野球場である。
1871年に初のプロ野球リーグであるナショナル・アソシエーションが設立され、シカゴにもホワイトストッキングスという球団ができた（現シカゴ・カブス）。ホワイトストッキングスはユニオン・ベースボール・グラウンズを本拠地にして最初のシーズンを戦った。しかしシーズンが終了する直前の10月8日にシカゴで大火事が発生し、球場は全焼した。その年のシーズンの残りは他球団からユニフォームなどを借りて乗り切ったものの、ホワイトストッキングスはその後2年間の活動を休止せざるを得なくなった。
跡地に1878年、ホワイトストッキングスの本拠地となるレイク・フロント・パークが建設された。